# Alley Glacier
Alley Glacier är en glaciär i Antarktis. Den ligger i Östantarktis. Australien gör anspråk på området. Alley Glacier ligger 907 meter över havet.
Glaciären börjar vid norra sidan av Ward Tower i Britannia Range och den förenar sig sedan med Darwin Glacier.
Isformationen fick sitt namn efter forskaren Richard Blaine Alley (född 1957) som är anställd vid Pennsylvania State University och som undersöker isrörelser i Västantarktis.